# カール1世 (バーデン辺境伯)
カール1世（Karl I. von Baden, 1427年 - 1475年2月24日）は、ドイツのバーデン辺境伯（在位：1454年 - 1475年）。

## 生涯
バーデン辺境伯ヤーコプ1世とその妻でロレーヌ公シャルル2世の娘であるカトリーヌの間の長男として生まれた。社交的で温和な父には似ず、むしろ母方の祖父シャルル2世の好戦的な性質をよく受け継いでいたと言われる。1462年、プファルツ選帝侯フリードリヒ1世との間でマインツ大司教の人選をめぐる紛争（マインツのフェーデ）を引き起こした。カールと義兄の神聖ローマ皇帝フリードリヒ3世は、教皇ピウス2世とプファルツ選帝侯ら何人かの諸侯を敵に回してマインツ大司教の選任権を主張していた。両派はいったん和解しかけたものの、カールが大司教に推していた弟ゲオルクとその支持者たちが敵側に捕えられたため、フェーデが勃発した。
フェーデの結果、バーデン辺境伯領は荒廃と略奪にさらされ、カール自身もゼッケンハイムの戦いでプファルツ選帝侯の捕虜となった。カールは選帝侯に2万5000グルデンの身代金を支払い、シュポンハイムを担保として譲渡し、プフォルツハイムをプファルツ選帝侯の封土（レーエン）として認めることも余儀なくされた。死後、遺骸はバーデン＝バーデンの聖堂参事会教会に葬られた。

## 子女
1447年7月1日にプフォルツハイムにおいて、オーストリア大公エルンストの娘カタリーナと結婚し、間に6人の子女をもうけた。
- カタリーナ（1449年 - 1484年） - 1464年、ヴェルデンブルク＝ザールガンス伯ゲオルク3世と結婚
- ツィンブルガ（1450年 - 1501年） - 1469年、ナッサウ伯エンゲルベルト2世と結婚
- マルガレータ（1452年 - 1495年） - リヒテンタール女子修道院長
- クリストフ1世（1453年 - 1527年） - バーデン辺境伯
- アルブレヒト（1456年 - 1488年）
- フリードリヒ（1458年 - 1517年） - ユトレヒト司教